# Bank of the West Classic 2014
Silicon Valley Classic 2014 — професійний тенісний турнір, що проходив на кортах з твердим покриттям. Це був 43-й за ліком турнір. Належав до Категорії Premier у рамках Туру WTA 2014. Відбувся в Стенфорді (США). Тривав з 28 липня до 3 серпня 2014 року.

## Очки і призові гроші

### Розподіл очок
| Дисципліна       | П   | Ф   | ПФ  | ЧФ  | 1/8 | 1/16 | 1/32 | Q   | Q2  | Q1  |
| Одиночний розряд | 470 | 305 | 185 | 100 | 55  | 30   | 1    | 25  | 13  | 1   |
| Парний розряд    | 470 | 305 | 185 | 100 | 1   | Н/Д  | Н/Д  | Н/Д | Н/Д | Н/Д |

### Розподіл призових грошей
Сукупний гарантований призовий фонд турніру становив $710,000
| Дисципліна       | П        | F       | ПФ      | ЧФ      | 1/8     | 1/16   | Q2     | Q1     |
| Одиночний розряд | $120,000 | $64,000 | $35,000 | $20,000 | $10,000 | $6,550 | $3,025 | $1,690 |
| Парний розряд    | $38,000  | $20,000 | $11,000 | $5,600  | $3,035  | Н/Д    | Н/Д    | Н/Д    |

## Учасниці основної сітки в одиночному розряді

### Сіяні пари
| Країна     | Гравчиня             | Рейтинг1 | Сіяна |
| ---------- | -------------------- | -------- | ----- |
| США        | Серена Вільямс       | 1        | 1     |
| Польща     | Агнешка Радванська   | 5        | 2     |
| Німеччина  | Анджелік Кербер      | 8        | 3     |
| Білорусь   | Вікторія Азаренко    | 10       | 4     |
| Сербія     | Ана Іванович         | 11       | 5     |
| Словаччина | Домініка Цібулкова   | 12       | 6     |
| Іспанія    | Карла Суарес Наварро | 16       | 7     |
| Німеччина  | Андреа Петкович      | 18       | 8     |

- 1 Рейтинг подано станом на 21 липня 2014

### Інші учасниці
Нижче наведено учасниць, які отримали вайлдкард на участь в основній сітці:
- Крісті Ан
- Вікторія Азаренко
- Вінус Вільямс

Нижче наведено гравчинь, які пробились в основну сітку через стадію кваліфікації:
- Паула Канія
- Наомі Осака
- Сачія Вікері
- Керол Чжао

### Відмовились від участі
До початку турніру
- Сара Еррані --> її замінила Коко Вандевей
- Петра Квітова --> її замінила Кіміко Дате

### Знялись
- Яніна Вікмаєр (вірусне захворювання)

## Учасниці основної сітки в парному розряді

### Сіяні пари
| Країна            | Гравчиня          | Країна    | Гравчиня             | Рейтинг1 | Сіяна |
| ----------------- | ----------------- | --------- | -------------------- | -------- | ----- |
| США               | Ракель Копс-Джонс | США       | Абігейл Спірс        | 26       | 1     |
| Росія             | Алла Кудрявцева   | Австралія | Анастасія Родіонова  | 40       | 2     |
| Іспанія           | Гарбінє Мугуруса  | Іспанія   | Карла Суарес Наварро | 67       | 3     |
| Китайський Тайбей | Чжань Хаоцін      | Німеччина | Андреа Петкович      | 69       | 4     |

- 1 Рейтинг подано станом на 21 липня 2014

### Відмовились від участі
Під час турніру
- Александра Возняк (вірусне захворювання)

## Фінальна частина

### Одиночний розряд
- Серена Вільямс —  Анджелік Кербер,  7–6(7–1), 6–3

### Парний розряд
- Гарбінє Мугуруса /  Карла Суарес Наварро —  Паула Канія /  Катерина Сінякова, 6–2, 4–6, [10–5]